# Phreatoicus orarii
Phreatoicus orarii är en kräftdjursart som beskrevs av Nicholls 1944. Phreatoicus orarii ingår i släktet Phreatoicus och familjen Phreatoicidae. Inga underarter finns listade i Catalogue of Life.